# Lucy Young
Pour les articles homonymes, voir Young.
Lucy Charlotte Young, née le 27 février 1994, est une coureuse cycliste sud-africaine. Elle a remporté le championnat d'Afrique du contre-la-montre 2024.

## Biographie
Elle remporte le championnat d'Afrique du contre-la-montre 2024 à Eldoret avec un temps de 31 min 32 s, devançant sa compatriote Ashleigh Moolman de 32 secondes et la Namibienne Melissa Hinz de 2 minutes et 6 secondes.

## Palmarès
- 2024
  -  Championne d'Afrique du contre-la-montre
  -  Médaillée d'argent du contre-la-montre par équipes aux Jeux africains
  -  Médaillée de bronze du contre-la-montre aux Jeux africains
  - 3e du championnat d'Afrique du Sud du contre-la-montre
- 2025
  -  Championne d'Afrique du Sud du contre-la-montre